# Масселло
Масселло (італ. Massello, п'єм. Massel) — муніципалітет в Італії, у регіоні П'ємонт, метрополійне місто Турин.
Масселло розташоване на відстані близько 560 км на північний захід від Рима, 55 км на захід від Турина.
Населення — 54 особи (2014).
Щорічний фестиваль відбувається 29 червня. Покровитель — Петро (апостол).

## Демографія
Населення за роками:

Станом на 1 січня 2023 року в муніципалітеті офіційно проживав 1 іноземець (громадянин Франції).

## Сусідні муніципалітети
- Фенестрелле
- Перреро
- Праджелато
- Рур
- Сальца-ді-Пінероло